# Cridling Stubbs
Cridling Stubbs est un village et une paroisse civile du Yorkshire du Nord, en Angleterre.